# Inter mirifica
Dekret o środkach społecznego przekazywania myśli Inter mirifica. Jest to jeden z pierwszych dokumentów uchwalonych przez sobór watykański II. Został ogłoszony przez papieża Pawła VI 4 grudnia 1963.

## Główne idee dokumentu
Dekret jest odpowiedzią Kościoła katolickiego na wzrastającą rolę środków masowego przekazu. Ojcowie soborowi podkreślają w nim ważną rolę prasy, kinematografii, radiofonii, telewizji i innych środków masowego przekazu, „które z natury swej zdolne są dosięgnąć i poruszyć nie tylko jednostki, lecz także całe zbiorowości i całą społeczność ludzką”. Tłumacząc jednocześnie, że właściwie użyte przyczyniają się nie tylko do odprężenia i ubogacenia ducha, ale również do szerzenia i umacniania orędzia chrześcijańskiego.
Dokument składa się ze: wstępu, dwóch rozdziałów i zakończenia.
W pierwszej części dokument akcentuje naturalne prawo Kościoła katolickiego do wykorzystywania wszelkiego rodzaju środków masowego przekazu, jeżeli służą one edukowaniu społeczeństwa lub są pomocne w ewangelizacji. Chrześcijanie powinni posługiwać się nimi w taki sposób, by przy ich pomocy „zmierzali do zbawienia i doskonałości własnej oraz całej rodziny ludzkiej”.
Dekret o środkach społecznego przekazywania myśli wyróżnia dwie grupy osób: nadawców przekazów za pośrednictwem mediów masowych oraz odbiorców treści (czytelników, widzów i słuchaczy).
Do głównych zadań osób odpowiedzialnych za nadawanie treści poprzez środki masowego przekazu należy:
- znajomość zasad porządku moralnego i powszechne stosowanie ich;
- zwracanie uwagi na treść przekazywanych informacji (powinny być pełne i zgodne z prawdą, nie mogą uderzać w godność człowieka);
- branie pod uwagę okoliczności przekazywania informacji (cel, miejsce, czas itp.), które mogą zmienić sens przekazu.

Ponadto zdaniem ojców soborowych, szczególnie ważną rzeczą jest, by osoby korzystające ze środków społecznego przekazu uformowały w sobie wrażliwość etyczną.
Dekret wspomina tu o czterech zagadnieniach:
- zbieranie i rozpowszechnianie wiadomości;
- stosunek między tak zwanymi prawami sztuki a normami moralnymi;
- sposób prezentowania i omawiania zła moralnego;
- kształtowanie i rozpowszechnianie słusznej opinii publicznej

Równocześnie Kościół katolicki podkreśla, że szczególny obowiązek moralny odnośnie do właściwego korzystania ze środków przekazu społecznego ciąży na dziennikarzach, pisarzach, aktorach, reżyserach, producentach, sprzedawcach, krytykach i na wszystkich, którzy w jakikolwiek sposób uczestniczą w przygotowywaniu i przekazywaniu programów. Powinni mieć oni na uwadze zawsze dobro całego społeczeństwa.
Natomiast odbiorców treści, czytelników, widzów i słuchaczy, Ojcowie soborowi zachęcają do krytycznego odbierania informacji i programów, by kierowali się przede wszystkim wartościami moralnymi, naukowymi oraz artystycznymi. Kościół katolicki zachęca także do umiarkowanego, zdyscyplinowanego posługiwania się środkami przekazu. Ta ostatnia uwaga kierowana jest w pierwszym rzędzie do ludzi młodych, którzy stanowią największą liczebnie grupę odbiorców. Natomiast rodzice są wzywani do troskliwego czuwania nad doborem odbieranych treści.
Rozdział drugi dekretu o środkach społecznego przekazywania myśli ma charakter duszpasterski i misyjny. Według Ojców soboru, środki masowego przekazu mogą być wykorzystywane do dawania świadectwa życia chrześcijańskiego, a każdy chrześcijanin powinien wspierać:
- prasę zgodną z duchem chrześcijańskim;
- filmy służące godziwej rozrywce, kulturze i sztuce;
- transmisje radiowe i telewizyjne promujące wartości rodzinne.

W tym celu niezbędne jest także odpowiednie przygotowanie kapłanów, zakonników i ludzi świeckich z zakresu społecznej nauki Kościoła oraz krytyków literackich, kinowych, radiowych, telewizyjnych i innych do wydawania takich sądów, w których byłyby zawsze uwydatnione zasady moralne.

## Inicjatywy i dokonania Kościoła w dziedzinie mass-mediów po soborze
Od 1964 roku działa Papieska Rada ds. Środków Społecznego Przekazu, która wydaje obszerne dokumenty zawierające aktualną doktrynę i wytyczne dla działalności Kościoła katolickiego w dziedzinie mass mediów.
Od 1967 r. obchodzony jest w całym Kościele katolickim Światowy Dzień Środków Społecznego Przekazu, z okazji którego papież ogłasza co roku specjalne orędzie na ten temat, a episkopaty poszczególnych krajów- list pasterski rozważający problematykę mass-mediów w danym kościele lokalnym.
W Kościołach lokalnych działają zgodnie ze wskazaniami soboru watykańskiego II – specjalne Komisje Episkopatu ds. Środków Społecznego Przekazu, inspirujące i koordynujące działalność formacyjną i produkcyjną w tym zakresie na szczeblu diecezjalnym i parafialnym.
W okresie posoborowym powstało i działa wiele instytucji i organizacji katolickich, których celem jest ewangelizacja poprzez mass media. Funkcjonują katolickie agencje informacyjne, stowarzyszenia dziennikarzy i filmowców katolickich, wytwórnie filmów religijnych, wydawnictwa prasowe i książkowe, radiostacje i studia telewizyjne.